# Campylopus introflexus

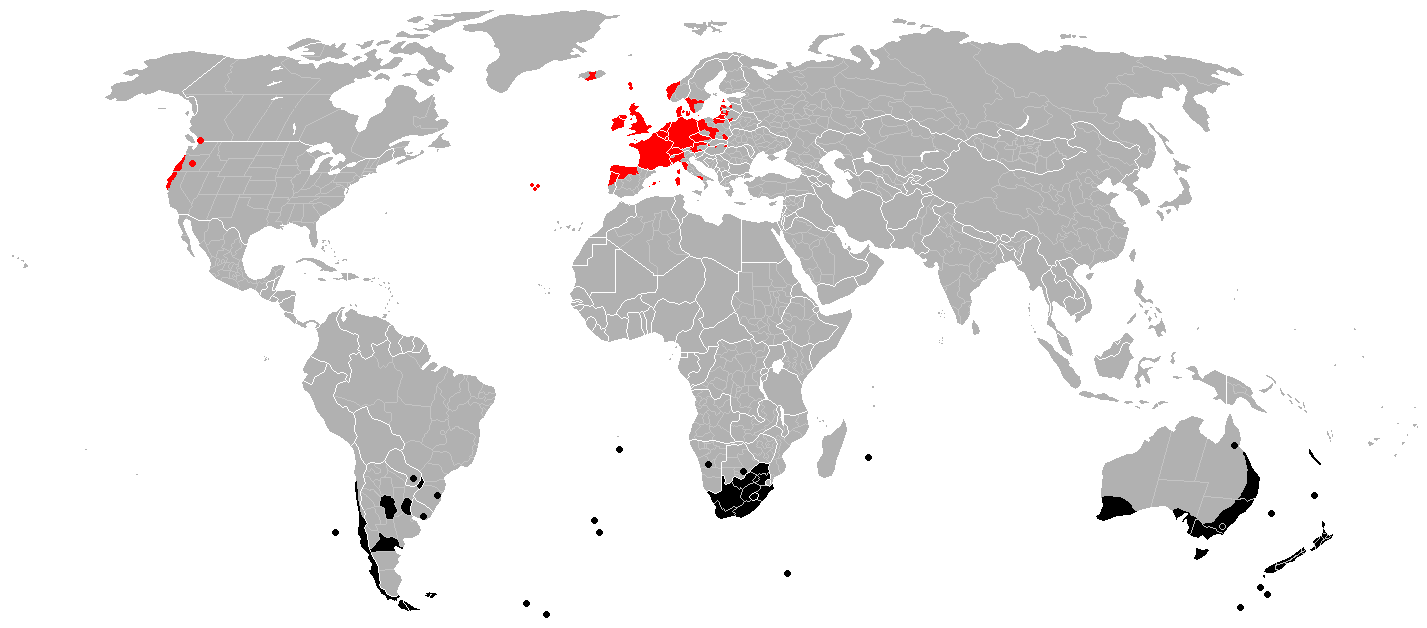
Areal

Campylopus introflexus este o specie de mușchi. Prima descriere a speciei a fost făcută de Johannes Hedwig ca Dicranum introflexum în 1801.

## Descriere
Plantele individuale măsoară 0,5-5 cm, cu frunze lanceolate de 4-6 mm. Plantele cresc în covoare dense și întinse și sunt de culoare gălbuie până la verde-măslinie. Sunt perene. Mai multe sporofite sunt adesea prezente la o singură plantă. Produce spori de 12-14 µm.
Această specie uneori poate să se reproducă asexuat prin intermediul vârfurilor tulpinilor care se desprind și sunt purtate de vânt. Chiar și covoare întregi pot fi mutate de vânt, animale și oameni pentru a coloniza noi locații izolate sau îndepărtate. Odată stabilite, acestea pot acoperi câteva sute de metri pătrați în decurs de zece ani.

## Habitat și areal
Arealul său autohton se află în emisfera sudică în sudul Americii de Sud, în partea de sud a Africii, în sudul și estul Australiei și pe insulele Atlanticului și Pacificului, cum ar fi Noua Zeelandă, Noua Caledonie și Insulele Sandwich de Sud.
Este un neofit în Europa și pe coasta de vest a Americii de Nord. În unele părți ale Europei și Americii de Nord specia a devenit ușor invazivă, deoarece poate avea temporar un impact negativ și local asupra diversității. A fost descoperit pentru prima dată în Marea Britanie în 1941, iar răspândirea sa a fost bine documentată de atunci. Numai în Europa, această specie s-a răspândit pe o rază de peste o mie de mile în decurs de 70 de ani. Acest lucru se corelează cu o extindere de circa 23 km a teritoriului C. introflexus în fiecare an de la descoperirea sa. Aceasta nu include introducerea sa în Insulele Feroe în 1973, Statele Unite în 1975 și Columbia Britanică în 1994. În prezent este răspândit între aproximativ 35°N (California) și 66°N (Islanda).

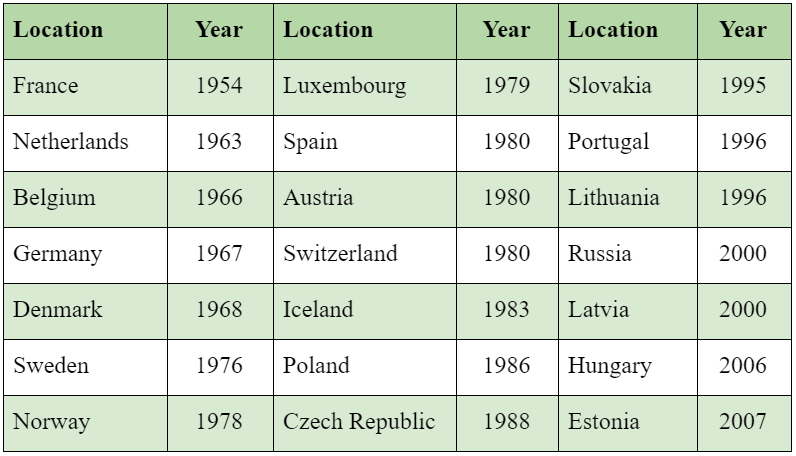
Răspândirea Campylopus introflexus în Europa începând cu 1954.

Poate fi găsit într-o mulțime de locuri, adesea în habitate decalcificate, cum ar fi mlaștinile și dunele. Este o specie pionieră găsită pe turba goală după tăierea turbei sau pe solurile goale după ardere sau arat. De asemenea, poate crește pe bușteni putreziți, stâlpi vechi de gard, margini de drum, depozite miniere și șindrilă de acoperiș.

## Efecte ecologice
Efectele răspândirii Campylopus introflexus au fost bine studiate în Țările de Jos. Un studiu de 14 ani a constatat că o pășune dominată de licheni a fost acoperită în mare parte cu covoare dense de C. introflexus. Cu toate acestea, s-a constatat că această stare este doar temporară, lichenii recolonizează zona în 15-20 de ani. Studiile au arătat și că, în timp ce aceste covoare de C. introflexus inhibă germinarea plantelor de Calluna vulgaris cu până la 60%, puieții germinați sub covor cresc și se maturizează mai repede. În plus, studiile au arătat că C. introflexus poate avea o creștere mai rapidă pe verticală și orizontală, oferind speciei o suprafață fotosintetică mai mare și capacitatea de a domina mușchii concurenți.
Deoarece covoarele de mușchi adaugă mai mult humus în sol, ecologia solului se schimbă. Multe specii de muște preferă microclimatul mai umed produs de C. introflexus pentru a-și proteja larvele de uscare și se găsesc mai des în jurul covorului de mușchi. Cu toate acestea, specii precum carabidele și păianjenii sunt mai puțin active și se găsesc mai rar în dunele invadate de mușchi, cel mai probabil din cauza pierderii abundenței de hrană. Ca urmare, păsări precum fâsa de câmp care mănâncă artropode au dispărut din dunele cu mușchi.